# Peter Johnsson
Anders Peter Johnsson, född 8 mars 1962 i Trollhättan, är en svensk politiker (socialdemokrat). Han var ordinarie riksdagsledamot 2002–2018, invald för Västra Götalands läns norra valkrets. Till yrket är han plåtslagare.
Som nytillträdd riksdagsledamot efter valet 2002 blev Johnsson ledamot i försvarsutskottet och suppleant i lagutskottet. Efter valet 2006 lämnade Johnsson lagutskottet och blev suppleant i OSSE-delegationen, ett uppdrag som upphörde efter valet 2010. I april 2008 blev Johnsson suppleant i Nordiska rådets svenska delegation, en delegation där han efter valet 2010 blev ordinarie ledamot. Efter valet 2010 lämnade Johnsson försvarsutskottet och blev istället ledamot i kulturutskottet. Utöver dessa utskottsuppdrag har Johnsson under ett antal kortare perioder sedan år 2002 varit suppleant eller deputerad i sammansatta utrikes- och försvarsutskottet.
Johnsson har ansvarat för idrott, friluftslivspolitik och spelfrågor inom den socialdemokratiska riksdagsgruppen.